# Соціальне партнерство

Підписання Генеральної Угоди між Кабінетом Міністрів України, всеукраїнськими об'єднаннями організацій роботодавців і підприємців та всеукраїнськими профспілками і профоб'єднаннями на 2010—2012 роки

Соціа́льне партне́рство — це система взаємозв'язків між представниками найманих працівників (переважно професійними спілками) — з одного боку, роботодавцями та їх об'єднаннями — з другого, і державою та органами місцевого самоврядування — з третього, що виражається у взаємних консультаціях, переговорах і примирних процедурах на взаємоузгоджених принципах з метою дотримання прав та інтересів працівників, роботодавців і держави.
До основних принципів соціального партнерства відносять: дотримання норм законодавства; повноважність представників сторін; рівноправ'я сторін в свободі вибору і обговоренні питань, які складають вміст колективних договорів і відносин; добровільність сторін в прийнятті на себе зобов'язань; систематичність контролю і відповідальність за виконання зобов'язань.

## Історичний досвід
Термін «соціальне партнерство» з'явився вперше в промислово розвинених країнах Заходу в кінці XIX століття, в умовах зародження виробничої демократії. Після Другої світової війни в трудовому законодавстві країн Заходу почали все більше закріплюватися поступки роботодавців найманим працівникам, у вигляді надання останнім права на участь в управлінні виробництвом. В окремих країнах Заходу з'явилися спільні робочі ради на виробництві, функціонування яких було законодавчо закріплене.
Так, за законом ФРН «Про виробничі ради» 1949 року такі ради утворюються і діють на паритетних засадах, з представників роботодавців і найманих працівників. Ці ради почали називатися органами соціального партнерства. Намагання подолати протиріччя між працею і капіталом сприяли створенню спеціальних організацій, однією з яких стала в 1919 р. Міжнародна організація праці (МОП). Одним з головних факторів виникнення соціального партнерства стала науково-технічна революція, в результаті якої підвищилися вимоги до якості робочої сили, з'явилася потреба в гуманізації відносин між найманими працівниками і роботодавцями. Сьогодні найдієвіші системи соціального партнерства функціонують в багатьох європейських країнах, а саме: Ірландія, Австрія, Бельгія, Швеція, Німеччина, Франція тощо.

## Моделі соціального партнерства

Семінар для сторін соціального діалогу в Чернігівському «Навчально-методичному центрі» профспілок

Про значний досвід, накопичений розвиненими країнами, в площині соціального партнерства свідчить різноманіття його моделей, обумовлене національними й регіональними особливостями кожної з країн. Міжнародна організація праці у своїх документах дотримується позиції, що єдиної моделі соціального партнерства, яка була б придатна для всіх країн, не існує. найзагальнішому вигляді сформовані моделі соціального партнерства можна розділити на наступні: «американська» та «європейська».
Особливістю американської моделі ведення колективних переговорів є те, що до їх початку має бути сформована так звана колективно-договірна одиниця. Правила її формування визначаються Національним управлінням з трудових відносин (НУТВ), на нього ж покладена функція організації виборів колективно-договірного представника. Підставою для цього має бути подання заяви від працівників чи від профспілкової організації підприємства, підписаної не менше як 30 % працівників. На основі таємного голосування більшістю голосів працівники цієї колективно-договірної одиниці надають повноваження провести переговори профспілковій організації чи іншій організації працівників, яка в такому разі отримує відповідний сертифікат від НУТВ, що засвідчує її виключне право на ведення переговорів.
Для європейської моделі характерною особливістю є те, що різні профспілки, поодинці чи об'єднавшись (у рамках спільного представницького органу) ведуть прямі переговори з роботодавцем з укладення колективного договору. При цьому найбільш представницькі профспілки мають певні переваги у колективно-договірному процесі. Також виділяють «німецьку» модель, що базується на залученні найманих працівників в управління виробництвом через спеціально створені органи на тарифній автономії та «скандинавську», яка полягає в залученні персоналу в розподіл результатів виробництва.
Українську модель соціального партнерства характеризують риси класичного трипартизму, тобто регулювання трудових і пов'язаних з ними економічних і політичних стосунків на основі рівноправної взаємодії, співпраці представників найманих працівників, роботодавців і держави. На національному рівні створено Спільний представницький орган всеукраїнських профспілок і профспілкових об'єднань для ведення колективних переговорів та соціального діалогу, головою якого є голова Федерації профспілок України.

## Сторони та рівні соціального діалогу

Засідання Чернігівської обласної соціально-економічної ради, червень 2010 року

- на національному рівні — профспілкова сторона, суб'єктами якої є об'єднання професійних спілок, які мають статус всеукраїнських; сторона роботодавців, суб'єктами якої є об'єднання організацій роботодавців, які мають статус всеукраїнських; сторона органів виконавчої влади, суб'єктом якої є Кабінет Міністрів України;

- на галузевому рівні — профспілкова сторона, суб'єктами якої є всеукраїнські профспілки та їх об'єднання, що діють у межах певного виду або кількох видів економічної діяльності; сторона роботодавців, суб'єктами якої є всеукраїнські об'єднання організацій роботодавців, що діють у межах певного виду або кількох видів економічної діяльності; сторона органів виконавчої влади, суб'єктами якої є відповідні центральні органи виконавчої влади;

- на територіальному рівні — профспілкова сторона, суб'єктами якої є профспілки відповідного рівня та їх об'єднання; сторона роботодавців, суб'єктами якої є організації роботодавців та їх об'єднання; сторона органів виконавчої влади, суб'єктами якої є місцеві органи виконавчої влади (що діють на території відповідної адміністративно-територіальної одиниці). На території відповідної адміністративно-територіальної одиниці стороною соціального діалогу можуть бути органи місцевого самоврядування в межах повноважень, визначених законодавством;

- на локальному рівні — сторона працівників, суб'єктами якої є первинні профспілкові організації, а в разі їх відсутності — вільно обрані для ведення колективних переговорів представники (представник) працівників; сторона роботодавця, суб'єктами якої є роботодавець та/або уповноважені представники роботодавця.[3]

## Колективні переговори
Між соціальними партнерами проводяться колективні переговори з метою укладення колективних договорів і угод:
- на національному рівні — генеральна угода[4];
- на галузевому рівні — галузеві (міжгалузеві) угоди;
- на територіальному рівні — територіальні угоди;
- на локальному рівні — колективні договори.